# Ketelplaat

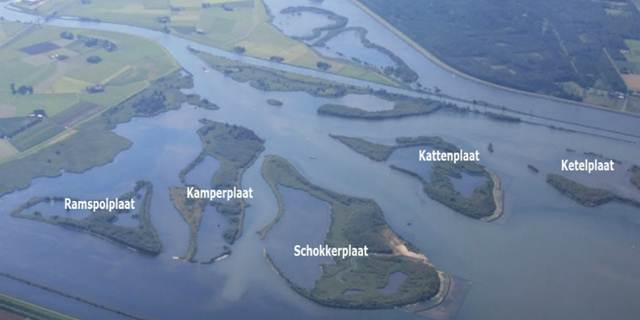
De nieuwe eilanden in de IJsselmonding

De Ketelplaat is een van de zeven kunstmatige onbewoonde eilanden die tussen 2002 en 2006 zijn opgespoten in de IJsselmonding tussen de Nederlandse plaatsen Kampen en Dronten. De eilanden Ramspolplaat, Kamperplaat, Schokkerplaat, Kattenplaat en Ketelplaat liggen nabij het Kattendiep. In 2016 kregen de bovengenoemde eilanden een naam. Ketelplaat is het meest westelijke van de 5 opgespoten eilanden/platen van de gelijknamige gemeente, in het natuurgebied IJsselmonding. De eilanden Hanzeplaat en IJsseloog behoren tot de gemeente Dronten, de andere vijf eilanden/platen maken onderdeel uit van de gemeente Kampen. Ketelplaat bestaat uit een groot rieteiland en een paar kleine eilandjes. 
Ketelplaat ligt ten noorden van het westelijk deel van Keteleiland.
Het Rieteiland en de kleine eilandjes worden beheerd door Staatsbosbeheer en liggen in het Nationaal Landschap IJsseldelta.